# 基尔斯滕·范德芬
基尔斯滕·范德芬（荷蘭語：Kirsten van de Ven；1985年5月11日—）是荷兰已退役的女子足球运动员，曾经效力过瑞典职业女子足球联赛的Tyresö FF和FC Rosengård球隊以及荷兰女子足球甲级联赛的威廉二世球隊。她也曾代表荷蘭國家女子足球隊参加2009年歐洲女子足球錦標賽和2013年歐洲女子足球錦標賽以及2015年國際足協女子世界盃。